# Vacuum Fluorescent Display

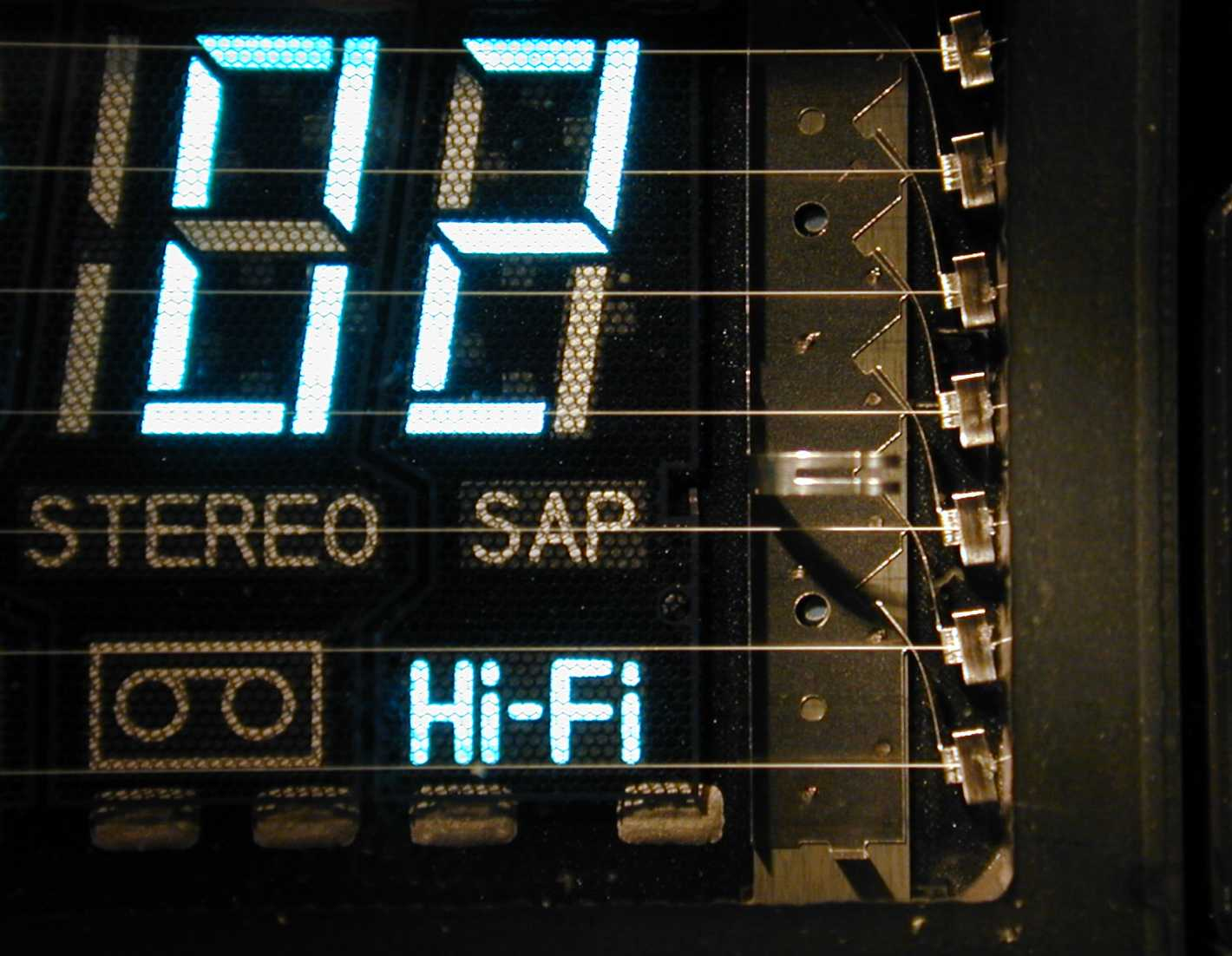
VFD-display i en videobandspelare

Vacuum fluorescent display (VFD) är en typ av presentationsenhet som har ett starkt cyanfärgat sken från anoden.  Elektroner avges från ett upphettat katodfilament (glödtråd ) som utgörs av en eller flera fina volframtrådar som är täckta av ett lager med oxider av alkaliska jordartsmetaller. Elektronerna styrs och diffunderas av nät bestående av tunn metall. När elektronerna träffar den fosforbelagda ytorna avger dessa ljus. Funktionen påminner om katodstråleröret i sin uppbyggnad.
En VFD består av följande tre delar.
- Glödtråd av volfram-trådar som avger elektroner när de värms upp av en elektrisk spänning.
- Styrgaller som används till att blockera (ansluten till negativ potential) eller släppa igenom (ansluten till positiv potential) elektroner.
- Anod-segment belagda med fosfor som lyser när de ansluts till positiv potential och träffas av elektroner från glödtråden.

Komponenterna är hermetiskt inneslutna i ett glashölje med vakuum.
Några av fördelarna med VFD är dess höga kontrast och ljusstyrka.
Nackdelarna är att de drar mycket ström jämfört med till exempel LCD.